# 나이지리아자유꼬리박쥐
나이지리아자유꼬리박쥐(Chaerephon nigeriae)는 큰귀박쥐과에 속하는 박쥐의 일종이다. 아프리카에서 서로 멀리 분리된 두 지역의 토착종으로 한때는 별도의 두 종으로 분류했다.

## 특징
나이지리아자유꼬리박쥐는 큰 작은사냥개박쥐속 종의 하나로 몸길이는 약 11cm이고, 꼬리 길이는 4cm이다. 몸과 연결되는 날개 아랫쪽 표면의 흰색 털 띠와 함께 아주 진한 갈색 털을 갖고 있다. 날개와 다리 사이의 비막은 희고 투명하다. 머리는 편평한 형태를 띠고, 크고 둥근 귀를 갖고 있다.